# Eustache Beaumarchais
Eustache de Beaumarchais, Eustace de Biaumarches o Eustaquio de Beaumarchais,(Othis, Sena y Marne, Francia, c. 1235 - ?, 23 de agosto de 1294) fue un militar procedente de una familia de la pequeña nobleza, enérgico capitán, nombrado senescal de Poitiers y de Toulouse y gobernador del reino de Navarra, hombre de confianza de los capetos, a quienes dedicó su servicio durante cuarenta años (1254-1294), y «uno de los más grandes senescales de Francia del siglo XIII.» También aparece en las fuentes su apellido escrito como Beaumarché acompañado de la misma variedad idiomática de nombres de pila.

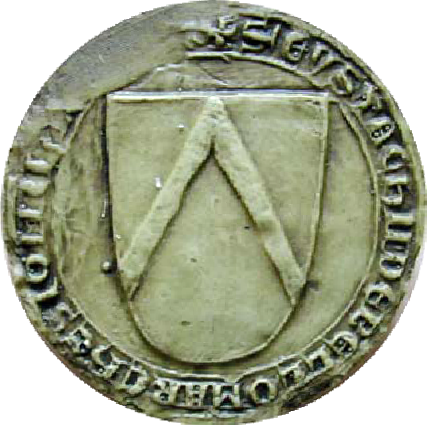
Sello Eustache de Beaumarchais.

## Biografía
Estuvo casado con Marina de Calvinet, viuda de Pons de la Ville que fue senescal de Perigord y Quercy.
Fue custodio de la Abadía de Aurillac con el rey Felipe III de Francia. Reclamado por Alfonso de Poitiers en 1268 para ser senescal de Poitou (1268-1270). Logró sobrevivir a la fracasada cruzada de Túnez, donde falleció Luis IX de Francia y Teobaldo II de Navarra conservando su cargo tras el ascenso al trono de Felipe III de Francia. Tras la muerte de Alfonso de Poitiers pasó en 1271 a serlo de Toulouse y Albi tomando parte en las campañas contra los condes de Foix y Armagnac.

### Reino de Navarra

Pampelonne (Tarn) fue fundada por Eustache de Beaumarchais, que nombró esta nueva bastida en honor a Pamplona y eso explica parte de su escudo con las armas de Navarra.

En 1274 fallece Enrique I de Navarra planteando una grave crisis sucesoria ya que su hija y heredera, Juana I de Navarra, apenas tenía un año y medio de edad y quedaba bajo la regencia de su madre Blanca de Artois. Ambas se hallaban en Pamplona cuando muere el rey navarro. Aunque el nombramiento del regente era claro, el de gobernador era más controvertido ya que existía en Navarra «una repugnancia latente del país hacia el gobierno y administración francesa, más manifiesto en la alta nobleza y en los infanzones, menos en los burgos de francos.» La historiadora francesa Béatrice Leroy se hacía eco de ese carácter extranjero también de ello cuando cita la Crónica de los Reyes de Navarra de Carlos de Viana:
| « Peu de temps après, les chevaliers du royaume parlèrent entre eux, disant que c'était préjudiciable et damnable au royaume, particulièrement à la chevalerie, de rester dans la dépendance et l'ordre d'un gouverneur chevalier étranger, qui n'était pas né du royaume... Et il fut entendu entre eux d'envoyer des messagers à ce gouverneur, pour lui remontrer qu'il ferait mieux de prendre la route de France, car eux, dans le royaume, étaient capables de se gouverner, car dans cette terre il y avait de bons Riches-Hommes, et des chevaliers sages qui connaissaient bien mieux que lui les fiieros de Navarre et les coutumes du royaume... » | «No pasaron muchos días que por algunos cabailleros del Regno fue movido e dicho, entre sí, que esto había seido e era en grant perjuicio e damno de los del Regno, especialment de la cabaillería, ser otorgado, ni ordenado, que hobiese de ser gobernador cabaillero estrangero, que non fuese natural del Regno... E sobresto fue acordado, entreillos, inviar sus mensageros al dicho gobernador, que tobiese por bien de ir su camino para Francia, que eillos, e los del Regno, proveerian de gobernador; por que en la tierra había buenos ricos hombres, cabailleros sabios, los quales sabían mejor que no él los fueros de Navarra, e costumbres del Regno...» |
| Béatrice Leroy, Le royaume de Navarre aux XIIIe-XIVe siècles: un exemple d'État gouverné par des étrangers, 1999 | Carlos de Viana, Crónica de los Reyes de Navarra |

En 1275 el rey de Francia, tutor de la reina de Navarra Juana I cuando era niña, le nombró gobernador del reino de Navarra, sustituyendo a Pedro Sánchez de Monteagudo, participando en la Guerra de la Navarrería de 1276.
De su mano parece ser la construcción (o reconstrucción) del castillo de Belmecher en Estella (1275-1277) cuyo nombre parece rememorar el de este gobernador.

### Corona de Aragón
En 1283-1285 también participó con el rey francés en la cruzada contra la Corona de Aragón, comandando las fuerzas de la campañas de Ull y Arán.

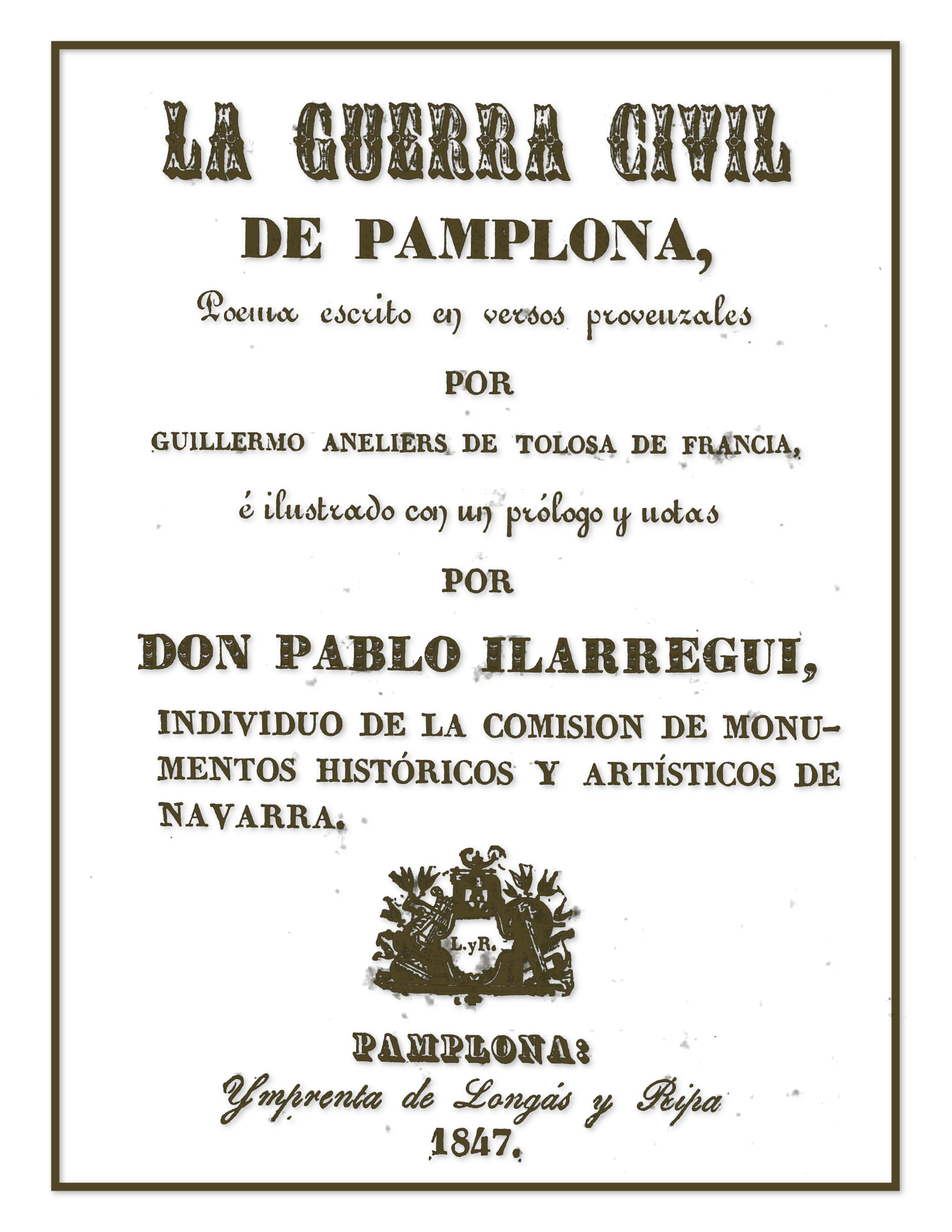
Portada de la Guerra civil de Pamplona, también conocida como la Guerra de Navarra o de la Navarrería, de 1847.